# 織田芙実
織田 芙実（おだ ふみ、9月10日 - ）は、日本の女性声優。大阪府堺市出身。

## 経歴
以前は劇団21世紀FOX、映像テクノアカデミア声優科、九プロダクション、ぷろだくしょんバオバブに所属していた。織田芙美と誤表記されることが多い。

## 出演

### テレビアニメ
2005年
- 極上生徒会（女中C）
- 地獄少女（婦長）
- SPEED GRAPHER（侍女）
- ノエイン もうひとりの君へ（ゴカン、向井真理子）

2006年
- あさっての方向。（網野はるえ）
- いぬかみっ!（老婆A）
- おろしたてミュージカル 練馬大根ブラザーズ（オバサン）
- しにがみのバラッド。（カンタロウの母）
- タマ&フレンズ 探せ!魔法のプニプニストーン

2007年
- ウエルベールの物語 〜Sisters of Wellber〜（ジーノ）
- キスダム -ENGAGE planet-
- キミキス pure rouge（おばあさん）
- 恋する天使アンジェリーク 〜かがやきの明日〜（親族）
- CODE-E（老婆B）
- スカイガールズ（おばさん）
- スカルマン（弁当屋のおばちゃん）
- 素敵探偵ラビリンス（初実の祖母）
- セイント・ビースト〜光陰叙事詩天使譚〜（母）
- 逮捕しちゃうぞ フルスロットル（おばさん）
- 地球へ…（エラ女史）
- のだめカンタービレ（女性審査員A）
- ぼくらの（カコ母、北野）
- ぽてまよ（みかんの祖母）
- ロミオ×ジュリエット（母親）

2008年
- あまつき（医者）
- カイバ
- CLANNAD 〜AFTER STORY〜（磯貝）
- ゴルゴ13（観客）
- スレイヤーズREVOLUTION（金持ちの婦人C）
- 隠の王（妻）
- のらみみ（カン太郎の母）
- のらみみ2（母）
- PERSONA -trinity soul-（瀬間ゆう子）
- ミチコとハッチン（女）
- 夜桜四重奏 〜ヨザクラカルテット〜（町人）

2009年
- 獣の奏者 エリン（カリサ、チャマン）
- 宇宙をかける少女（獅子堂珠玉）
- 東京マグニチュード8.0（ボランティア）

### OVA
2008年
- きグルみっく☆V3 -ベストエピソードコレクション-（町人C〈女〉、一般人D〈女〉）

### 劇場アニメ
2010年
- いばらの王 -King of Thorn-

### ドラマCD
- THE MANZAI（来菅〈母〉）
- ペルソナ3 ポータブル Vol.2（北村光子）

### ラジオドラマ
- VOMIC スイッチガール!!（田宮千鶴）

### 吹き替え
- 嵐が丘（エレン・ディーン）
- ザ・シンプソンズ MOVIE（リンゼイ・二ーグル）※劇場公開版
- デイ・ウォッチ
- デトネーター ※ソフト版
- ナイト・オブ・ゴッド
- プレスリーVSミイラ男
- ライラにお手あげ
- 私はラブ・リーガル（アンジー・メイソン）